# Star Trek: The Next Generation (säsong 5)
Den femte säsongen av den amerikanska science fiction TV-serien Star Trek: The Next Generation började sin syndikerade visning i USA den 23 september 1991 och avrundades den 15 juni 1992 efter 26 sända avsnitt. Serien utspelar sig under 2300-talet, där den följer Stjärnflottans rymdskepp Enterprise-D och dess besättnings äventyr.
I denna säsong får vi se Picard ha några av de mest minnesvärda upplevelserna av serien, som till exempel att lära sig att kommunicera med de hittills obegripliga Tamarians ("Darmok"), övervinnanadet av sin motvilja mot barn när han blir instängd tillsammans med tre barn efter att Enterprise-D träffas av ett quantum filament ("Disaster"), samt få träffa ambassadör Spock på Romulus i "Unification". Framför allt i "The Inner Light", upplever han cirka 40 år av livserfarenhet som en järnvävare på en utdöd utomjordisk värld efter ett möte med en sond som lanserades innan förstörelsen av den världen.

## Rollista

### Huvudroller
- Patrick Stewart som Captain Jean-Luc Picard
- Jonathan Frakes som Commander William T. Riker
- Brent Spiner som Lt Cmdr. Data
- Gates McFadden som Dr. Beverly Crusher
- LeVar Burton som Lt Cmdr. Geordi La Forge
- Marina Sirtis som Councillor Deanna Troi
- Michael Dorn som Lt. Worf

### Återkommande roller
- Majel Barrett – Computer voice (7 avsnitt)
- Michelle Forbes - Ro Laren (5 avsnitt)
- Patti Yasutake - Alyssa Ogawa (5 avsnitt)
- Colm Meaney – Miles O'Brien (4 avsnitt)
- Sheila Franklin - Felton (4 avsnitt)
- Brian Bonsall - Alexander Rozhenko (4 avsnitt)
- Whoopi Goldberg – Guinan (4 avsnitt)
- Rosalind Chao - Keiko O'Brien (3 avsnitt)
- Wil Wheaton - Wesley Crusher (2 avsnitt)
- Leonard Nimoy - Spock (1 avsnitt)
- Majel Barrett – Lwaxana Troi (1 avsnitt)

## Avsnitt
I den följande tabellen listas avsnitten i den ordning som de sändes och behöver nödvändigtvis inte motsvara deras produktionskoder.
| Nr i serien | Nr i säsongen | Titel                     | Stardate     | Regissör             | Manus                                                                                  | Originalvisning (USA)           | Originalvisning (Sverige)      | Tittarsiffror (miljoner) |
| --- | ------------- | ------------------------- | ------------ | -------------------- | -------------------------------------------------------------------------------------- | ------------------------------- | ------------------------------ | ------------------------ |
| 101 | 501           | "Redemption (Del II)"     | 45020.4      | David Carson         | Ronald D. Moore                                                                        | 23 september 1991               | 31 augusti 1996                |                          |
| En flotta bestående av 23 Federationsskepp skär av en Romulansk hjälpstyrka till Durasfamiljen, vilket resulterar i Gowrons installation som kansler. |               |                           |              |                      |                                                                                        |                                 |                                |                          |
| 102 | 502           | "Darmok"                  | 45047.2      | Winrich Kolbe        | Joe Menosky & Philip LaZebnik                                                          | 30 september 1991               | 7 september 1996               |                          |
| Picard måste lära sig att kommunicera med en utomjordisk kapten som talar i metaforer innan en osynlig varelse dödar dem båda. |               |                           |              |                      |                                                                                        |                                 |                                |                          |
| 103 | 503           | "Ensign Ro"               | 45076.3      | Les Landau           | Rick Berman & Michael Piller                                                           | 7 oktober 1991                  | 14 september 1996              |                          |
| Efter en attack mot en Federationsk utpost, sänder man Picard för att hitta en Bajoransk terrorist, med hjälp av fänriken Ro Laren. |               |                           |              |                      |                                                                                        |                                 |                                |                          |
| 104 | 504           | "Silicon Avatar"          | 45122.3      | Cliff Bole           | Jeri Taylor & Lawrence V. Conley                                                       | 14 oktober 1991                 | 21 september 1996              |                          |
| Besättningen lyckas, med hjälp av en forskare, att kommunicera med Crystalline Entity. |               |                           |              |                      |                                                                                        |                                 |                                |                          |
| 105 | 505           | "Disaster"                | 45156.1      | Gabrielle Beaumont   | Ronald D. Moore, Ron Jarvis & Philip A. Scorza                                         | 21 oktober 1991                 | 28 september 1996              |                          |
| Enterprise är utan energi, och Picard är instängd i en turbolift med tre barn. Befälet över skeppet faller i händerna på Counselor Troi. |               |                           |              |                      |                                                                                        |                                 |                                |                          |
| 106 | 506           | "The Game"                | 45208.2      | Corey Allen          | Brannon Braga, Susan Sackett & Fred Bronson                                            | 28 oktober 1991                 | 5 oktober 1996                 |                          |
| Wesley kommer på besök på Enterprise, men finner besättningen beroende av att spela ett spel. |               |                           |              |                      |                                                                                        |                                 |                                |                          |
| 107108 | 507508        | "Unification"             | Okänt45245.8 | Les LandauCliff Bole | Jeri Taylor, Rick Berman & Michael PillerMichael Piller & Rick Berman                  | 4 november 199111 november 1991 | 12 oktober 199619 oktober 1996 |                          |
| Spock tycks ha gått över till Romulanernas sida. Picard och Data reser till Romulus ombord på en dold Klingonfarkost för att undersöka saken. Det visar sig att Spock försöker ena och sluta fred mellan Vulcanerna och Romulanerna, men går i en Romulansk fälla. Leonard Nimoy, Mark Lenard och Denise Crosby gästskådespelar |               |                           |              |                      |                                                                                        |                                 |                                |                          |
| 109 | 509           | "A Matter of Time"        | 45349.1      | Paul Lynch           | Rick Berman                                                                            | 18 november 1991                | 26 oktober 1996                |                          |
| En historiker från 2500-talet dyker upp på Enterprise, samtidigt som de hjälper en planet att undvika en kärnvapenvinter. |               |                           |              |                      |                                                                                        |                                 |                                |                          |
| 110 | 510           | "New Ground"              | 45376.3      | Robert Scheerer      | Grant Rosenberg, Sara Charno & Stuart Charno                                           | 6 januari 1992                  | 2 november 1996                |                          |
| Worf försöker att vara en far åt sin son Alexander, samtidigt som Enterprise testar en ny teknologisk innovation. |               |                           |              |                      |                                                                                        |                                 |                                |                          |
| 111 | 511           | "Hero Worship"            | 45397.3      | Patrick Stewart      | Joe Menosky & Hilary J. Bader                                                          | 27 januari 1992                 | 9 november 1996                |                          |
| Data räddar livet på en ung pojke, som börjar dyrka honom. |               |                           |              |                      |                                                                                        |                                 |                                |                          |
| 112 | 512           | "Violations"              | 45429.3      | Robert Wiemer        | Pamela Gray, Jeri Taylor, Shari Goodhartz & T. Michael                                 | 3 februari 1992                 | 16 november 1996               |                          |
| En utomjording som är ombord på Enterprise torterar Troi genom telepati. |               |                           |              |                      |                                                                                        |                                 |                                |                          |
| 113 | 513           | "The Masterpiece Society" | 45470.1      | Winrich Kolbe        | Adam Belanoff, Michael Piller & James Kahn                                             | 10 februari 1992                | 23 november 1996               |                          |
| Enterprise hjälper en avlägsen mänsklig koloni att undvika att gå under, men stör den fina balansen genom att bryta 200 år av isolation. |               |                           |              |                      |                                                                                        |                                 |                                |                          |
| 114 | 514           | "Conundrum"               | 45494.2      | Les Landau           | Barry Schkolnick & Paul Schiffer                                                       | 17 februari 1992                | 30 november 1996               |                          |
| Besättningens minnen raderas, och de upptäcker att de spelar en nyckelroll i ett krig. |               |                           |              |                      |                                                                                        |                                 |                                |                          |
| 115 | 515           | "Power Play"              | 45571.2      | David Livingston     | René Balcer, Herbert J. Wright, Brannon Braga, Paul Ruben & Maurice Hurley             | 24 februari 1992                | 7 december 1996                |                          |
| Troi, O'Brien, och Data tas över av varelser som tar kontrollen över skeppet. |               |                           |              |                      |                                                                                        |                                 |                                |                          |
| 116 | 516           | "Ethics"                  | 45587.3      | Chip Chalmers        | Ronald D. Moore, Sara Charno & Stuart Charno                                           | 2 mars 1992                     | 14 december 1996               |                          |
| Worf blir förlamad och Dr. Crusher anlitar en risktagande forskare för att rädda hans liv. |               |                           |              |                      |                                                                                        |                                 |                                |                          |
| 117 | 517           | "The Outcast"             | 45614.6      | Robert Scheerer      | Jeri Taylor                                                                            | 16 mars 1992                    | 21 december 1996               |                          |
| Riker faller för en androgyn varelse efter att ha räddat några ur fenomenet "null space". |               |                           |              |                      |                                                                                        |                                 |                                |                          |
| 118 | 518           | "Cause and Effect"        | 45652.1      | Jonathan Frakes      | Brannon Braga                                                                          | 23 mars 1992                    | 28 december 1996               |                          |
| Enterprise fastnar i en kausalitetsögla, men besättningen återfår en del minnen från tidigare upprepningar. Kelsey Grammer gästskådespelar |               |                           |              |                      |                                                                                        |                                 |                                |                          |
| 119 | 519           | "The First Duty"          | 45703.9      | Paul Lynch           | Ronald D. Moore & Naren Shankar                                                        | 30 mars 1992                    | 4 januari 1997                 |                          |
| Wesley förhörs angående en olycka under en av Stjärnflottans flygövningar. Robert Duncan McNeill gästskådespelar |               |                           |              |                      |                                                                                        |                                 |                                |                          |
| 120 | 520           | "Cost of Living"          | 45733.6      | Winrich Kolbe        | Peter Allan Fields                                                                     | 20 april 1992                   | 11 januari 1997                |                          |
| Deannas mor, Lwaxana, återvänder för att gifta sig med en man hon aldrig har träffat. Worf har svårigheter med att uppfostra Alexander, vilket blir än svårare när Lwaxana tar honom under sina vingar. Majel Barrett och Tony Jay gästskådespelar                                                                              |               |                           |              |                      |                                                                                        |                                 |                                |                          |
| 121 | 521           | "The Perfect Mate"        | 45761.3      | Cliff Bole           | Gary Perconte, Michael Piller & René Echevarria                                        | 27 april 1992                   | 18 januari 1997                |                          |
| Picard tvingas att motstå charmen från en kvinnlig empatisk metamorf, som sänts ut för att gifta sig med en utomjordisk ledare som ett förslag till fred. Famke Janssen gästskådespelar |               |                           |              |                      |                                                                                        |                                 |                                |                          |
| 122 | 522           | "Imaginary Friend"        | 45832.1      | Gabrielle Beaumont   | Edith Swensen, Brannon Braga, Jean Louise Matthias, Ronald Wilkerson & Richard Fliegel | 4 maj 1992                      | 25 januari 1997                |                          |
| Ett barns låtsaskompis tar mänsklig form och hotar Enterprises välmående. |               |                           |              |                      |                                                                                        |                                 |                                |                          |
| 123 | 523           | "I, Borg"                 | 45854.2      | Robert Lederman      | René Echevarria                                                                        | 11 maj 1992                     | 1 februari 1997                |                          |
| Enterprise räddar en överlevande Borg, och Picard planerar att använda honom som ett vapen mot sin nemesis. |               |                           |              |                      |                                                                                        |                                 |                                |                          |
| 124 | 524           | "The Next Phase"          | 45092.4      | David Carson         | Ronald D. Moore                                                                        | 18 maj 1992                     | 8 februari 1997                |                          |
| En olycka med en transportör tvingar Geordi och Fänrik Ro ur fas från den vanliga tidsrymden, medan de andra tror att de har dött. |               |                           |              |                      |                                                                                        |                                 |                                |                          |
| 125 | 525           | "The Inner Light"         | Okänt        | Peter Lauritson      | Morgan Gendel & Peter Allan Fields                                                     | 1 juni 1992                     | 15 februari 1997               |                          |
| En rymdsond får Picard att genomleva en livstid som en gift man på en okänd värld. |               |                           |              |                      |                                                                                        |                                 |                                |                          |
| 126 | 526           | "Time's Arrow (Del I)"    | 45959.1      | Les Landau           | Joe Menosky & Michael Piller                                                           | 15 juni 1992                    | 22 februari 1997               |                          |
| Data transporteras tillbaka i tiden till 1800-talets San Francisco. |               |                           |              |                      |                                                                                        |                                 |                                |                          |